# NGC 793
NGC 793 est une paire d'étoiles située dans la constellation du Triangle. 
L'astronome britannique L'astronome germano-britannique J. Gerhard Lohse a enregistré la position de ces étoiles en 1886. 